# Chincoteague
Chincoteague – miasto w Stanach Zjednoczonych, w stanie Wirginia, w hrabstwie Accomack. Ośrodek uprawy naciowego selera.